# Proteostrenia strenioides
Proteostrenia strenioides là một loài bướm đêm trong họ Geometridae.